# Califado mundial
Um califado mundial é o conceito de um único governo mundial islâmico, que foi apoiado em particular por Abu Bakr al-Baghdadi, um líder do grupo militante fundamentalista islâmico do Estado Islâmico do Iraque e do Levante. Em 8 de abril de 2006, o Daily Times do Paquistão informou que em um comício realizado em Islamabade, a organização militante Sipah-e-Sahaba Paquistão pediu a formação de um califado mundial, que deveria começar no Paquistão. Em 2014, Baghdadi reivindicou a criação bem-sucedida de um califado mundial.
Uma Constituição islâmica orienta a governança das atividades dos principais órgãos localizados no Paquistão.
Hizb ut-Tahrir, uma organização política pan-islâmica, acredita que todos os muçulmanos devem se unir em um califado mundial que "desafiará e, no final das contas, conquistará o Ocidente." violência na busca desse objetivo, ela carece de apelo entre um público mais amplo.

## História
Com o tempo, vários historiadores e estudiosos tiveram ideias diferentes sobre as origens desse conceito. Um ponto de vista é expresso no livro de 2007 Imperialismo Islâmico: Uma História, no qual o autor Efraim Karsh explica sua crença na origem do conceito:
Como religião universal, o Islã prevê uma ordem política global na qual toda a humanidade viverá sob o domínio muçulmano como crentes ou comunidades submissas. Para atingir este objetivo, é responsabilidade de todos os muçulmanos adultos, homens e mulheres livres, realizar uma luta intransigente "no caminho de Alá", ou jihad. Isso, por sua vez, torna as partes do mundo que ainda não foram conquistadas pela Casa do Islã uma morada de conflito permanente (Dar al-Harb, a "casa da guerra") que só terminará com o eventual triunfo do Islã.